# Panaspis tancredi
Panaspis tancredi là một loài thằn lằn trong họ Scincidae. Loài này được Boulenger mô tả khoa học đầu tiên năm 1909.